# Саттон Фостер
Саттон Лінор Фостер (англ. Sutton Lenore Foster; нар. 18 березня 1975) — американська акторка, співачка і танцівниця.
За виступи на Бродвеї двічі отримувала нагороду Тоні за найкращий виступ провідної акторки в мюзиклі (в 2002 році за роль Millie Dillmount в «Thoroughly Modern Millie» і в 2011 році за роль Reno Sweeney в «Anything Goes»). Серед інших її вистав на Бродвеї також «Маленькі жінки», «The Drowsy Chaperone», «Юний Франкенштейн», «Шрек (мюзикл)» і «Violet (musical)». На телебаченні Фостер грала роль в короткотривалому комедійно-драматичному серіалі «Балерини» на телеканалі ABC Family з 2012 по 2013 рік, а з березня 2015 року знімається у провідній ролі у комедійно-драматичному серіалі «Younger» («Юна»).

## Життєпис
Народилася в Стейтсборо (Джорджія, США) і виросла у Трої, штат Мічиган. У 15 років брала участь у конкурсі реаліті-шоу Star Search, а також проходила прослуховування у шоу «Клуб Міккі Мауса». Фостер залишила Troy High School до випуску (отримала атестат через заочні курси), щоб приєднатися до національного турне мюзиклу «The Will Rogers Follies», режисованого Томмі Туне. Потім вона навчалася в Університеті Карнегі-Меллона протягом року, але покинула його заради театральної роботи на повний день. У травні 2012 року здобула ступінь почесної докторки від Ball State University «як визнання її видатної кар'єри в театрі, на телебаченні та в музиці, а також за її внесок в освітній досвід і професійне зростання студентів Ball State University».
Її старший брат Hunter Foster також актор.
Познайомилася з актором Christian Borle у коледжі, а 18 вересня 2006 р. одружилася. У 2010 р. під час інтерв'ю проголошено про розлучення. Проте розійшлися мирно, лишилися друзями і підтримують творчі успіхи одне одного. 19 вересня 2013 Фостер підтвердила, що заручена зі сценаристом Ted Griffin. Одружилася 25 жовтня 2014 року. У квітні 2017 р. Фостер оголосила, що вони із чоловіком вдочерили Емілі Дейл Гріффін, яка народилася 5 березня 2017 р.
Вона створює витвори мистецтва, які продає через інтернет і іноді на художніх виставках. Довго співпрацювала з Julien Havard. Фостер також вправна в'язальниця.
Фостер любить собак. З моменту її дебюту на Бродвеї в неї було три собаки: Linus, Mabel та Brody.
У 2018 році проголошувала промову перед випускниками Troy High School.

## Кар'єра

### 1995—2001: Початок кар'єри
Після турне у ролі Sandy Dumbrowski в мюзиклі «Grease» протягом 1995 року, Фостер перейшла до бродвейської постановки в 1996 році. Потім вона виступала у складі ансамблю бродвейського мюзиклу „The Scarlet Pimpernel“ в 1997 році, а після його закриття вона повернулася у ролі Майбутньої Зірки у відродженій постановці Енні. Після цього у 1998 р. була роль у „What the World Needs Now“ в Old Globe Theatre, після чого Фостер гастролювала з „Les Misérables“ з роллю Eponine Thatardier. Вона була understudy (заміною) для цієї ролі на Бродвеї у 2000 році.
Фостер покинула „Les Misérables“, щоб стати однією з ансамблю у до-бродвейському показі „Thoroughly Modern Millie“ у La Jolla Playhouse. Проте Kristin Chenoweth, яка мала грати головну роль, вирішила не брати участі у виставі. А після того, як Erin Dilly також відмовилася від цієї роботи, роль Millie Dilmount врешті-решт дісталася Фостер. Також вона брала участь у виставах «Dorian» в Goodspeed Musicals, «Трьох мушкетерах» в American Musical Theatre of San Jose і «South Pacific» в Pittsburgh Civic Light Opera.

### 2002—2010: Прорив і сценічний успіх
Постановка «Thoroughly Modern Millie» у Marquis Theatre на Бродвеї у 2002 зібрала багато позитивної критики. Також ця роль принесла акторці нагороду Тоні за найкращий виступ провідної актриси у мюзиклі , нагороду «Драма Деск» як найкраща акторка мюзиклу, та Outer Critics Circle Award for Outstanding Actress in a Musical. Також Фостер бере бере участь у концертних версіях мюзиклів «Chess» та «Funny Girl».
У 2004 Фостер виступає у небродвейській концертній версії мюзиклу «Snoopy! The Musical», а також повертається до Pittsburgh Civic Light Opera, щоб узяти участь у постановці «Me and My Girl». У травні 2005 р. Фостер грає Джо Марч поряд з Maureen McGovern у ролі Мармі у музикальній адаптації класичного роману Луїзи Мей Елкотт «Маленькі жінки». Завдяки цій ролі акторку вдруге номінують на Тоні. Проте, постановку закрили вже через кілька місяців..
У травні 2006 року Фостер повернулася на Бродвей в театр Marquis у «The Drowsy Chaperone», пародію на мюзикли 1920-х років. Вона грала Джанет ван де Граафф, знамениту бродвейську старлетку, яка відмовляється від кар'єри на сцені на користь подружнього життя. У листопаді-грудні 2005 року мюзикл мав низку добродвейських показів у театрі Ahmanson Theatre в Лос-Анджелесі. Ця роль принесла їй третю номінацію Тоні.
Фостер залишила мюзикл у 2007 році почала роботу під керівництвом Мела Брукса в музичної адаптації його фільму «Юний Франкенштейн» у ролі шведської дівчини Інги, спочатку в театрі Paramount, а потім на Бродвеї з жовтня 2007 року по липень 2008 року
У 2007 році Фостер брала участь у дитячому музичному ляльковому шоу «Johnny and the Sprites» і в трисерійній сюжетній арці у ситкомі каналу HBO «Flight of the Conchords».
Дебютний сольний альбом Фостер «Wish» вийшов на Ghostlight Records в лютому 2009 року. Жанр пісень коливається від джазу до поп-кабаре і Бродвею. У 2010 році Фостер просуває альбом за допомогою концертних виступів в Бостоні, Нью-Йорку, Чикаго, в Orange County Performing Arts Center в Orange County і у Вашингтоні.

### 2011—2014:Anything Goesй інше
Фостер втілює образ Reno Sweeney в бродвейській постановці „Anything Goes“ , яка йшла з 10 березня 2011 року в Stephen Sondheim Theatre і офіційно відкрилася 7 квітня 2011 року. Фостер отримала свою третю нагороду Outer Critics Circle Award і другу Drama Desk Award, а також премію „Тоні“ за цю роль. Останній виступ Фостер у цій ролі відбувся 11 березня 2012 року, після її замінила Stephanie J. Block.
Фостер залучилася до знімання телевізійного комедійно-драматичного серіалу «Bunheads» («Балерини»), прем'єра якого відбулася 11 січня 2012 року на ABC Family.

### 2015–дотепер: «Younger»та телебачення
Фостер дебютувала у Carnegie Hall у квітні 2015 року, з Джошуа Генрі та Меган Макгінніс гостями. Це було частиною нового турне «An Evening With Sutton Foster: Broadway In Concert», яке тривало до 2016 року.
Акторка повернулася до Encores! у червні 2015, щоб зіграти Queenie у Andrew Lippa's The Wild Party.

Пізніше вона була вибрана на роль головної героїні Лайзи Міллер в комедійно-драматичному серіалі «Younger» («Юна»), створеному Дарреном Старом. Прем'єра серіалу відбулася 31 березня 2015 року. Серіал отримав схвальні відгуки і був неодноразово поновлений на наступі сезони. Наразі знімається вже шостий сезон.
У 2016 р. Фостер разом з Aaron Tveit та Betty Buckley виступала у ревю «Defying Gravity» Stephen Schwartz'а в Австралії.
Фостер грає у Off-Broadway revival «Sweet Charity» роль Charity Hope Valentine у Pershing Square Signature Center з 2 листопада 2016 (передпоказ) до 8 січня 2017.
Також у 2016 році Фостер зіграла роль Вайолет в мінісеріалі «Gilmore Girls: A Year in the Life» разом зі своїм колишнім чоловіком, Крістіаном Борлем.
Акторка з'явилася на ігровому шоу Match Game, яке транслювалося на ABC в червні 2016 року. Вона також з'явилася запрошеною зіркою у серіалах «Гарна дружина» і «Mad Dogs».
У 2017 році вона знову повернеться до Ball State, цього разу для співкерівництва виробництвом весняної постановки «Shrek: The Musical» Департаментом театру і танцю.
Протягом грудня 2017 року вона виступала запрошеною артисткою на щорічних різдвяних концертах хору Mormon Tabernacle Choir.

## Перелік ролей

### Кіно
| Рік  | Назва                     | Роль            | Примітки                  |
| ---- | ------------------------- | --------------- | ------------------------- |
| 1989 | Mr. Terbillion's Ambition | Сара            | Короткометражка           |
| 2008 | Just in Case              | Хлопчик (голос) |                           |
| 2013 | Shrek the Musical         | Принцеса Фіона  | Знята сценічна постановка |
| 2014 | Цього ранку у Нью-Йорку   | Адела           |                           |
| 2014 | The Nobodies              | Емі             | Короткометражка           |
| 2015 | Gravy                     | Керрі           |                           |
| 2016 | Mired                     | Дружина (голос) | Короткометражка           |

### Телебачення
| Рік     | Назва                             | Роль                      | Примітки                                       |
| ------- | --------------------------------- | ------------------------- | ---------------------------------------------- |
| 1990    | Star Search                       | Herself/contestant        | Runner-up (3.5 stars)                          |
| 2007    | Johnny and the Sprites            | Tina                      | Episode: «Johnny's Sister Tina/Spritesgiving!» |
| 2007    | Flight of the Conchords           | Coco                      | 3 episodes                                     |
| 2008    | The Battery's Down                | Sutton Foster             | Episode: «I Think I'm Gonna Like it Here»      |
| 2010    | Law & Order: Special Victims Unit | Rosemary                  | Episode: «P.C.»                                |
| 2011–12 | Sesame Street                     | Self                      | 2 episodes                                     |
| 2012    | Royal Pains                       | Julie Sharp               | Episode: «Bottoms Up»                          |
| 2012–13 | Bunheads                          | Michelle Simms            | Series regular (18 episodes)                   |
| 2013    | Doc McStuffins                    | Frida Fairy Flyer (voice) | Episode: «Frida Fairy Flies Again»             |
| 2014    | Psych                             | Gretchen Eikleberry       | Episode: «A Nightmare on State Street»         |
| 2014    | Say Yes to the Dress              | Self                      | Episode: «A Dress Like None the Rest»          |
| 2015–21 | Younger                           | Liza Miller               | Lead role; 60 episodes                         |
| 2015    | Elementary                        | Tara Parker               | Episode: «Absconded»                           |
| 2016    | Mad Dogs                          | Gerda                     | Episode: «Broodstock»                          |
| 2016    | The Good Wife                     | Witness                   | Episode: «End»                                 |
| 2016    | Match Game                        | Herself                   | Episode #1.1                                   |
| 2016    | Gilmore Girls: A Year in the Life | Violet                    | Episode: «Summer»                              |
| 2017    | Instinct                          | Celia Walker              | Episode: «Bye Bye Birdie»                      |

### Театр
| Рік     | Назва                                          | Роль                                         | Примітки                                                                         |
| ------- | ---------------------------------------------- | -------------------------------------------- | -------------------------------------------------------------------------------- |
| 1992    | The Will Rogers Follies                        | Ensemble                                     | National Tour                                                                    |
| 1995    | Grease                                         | Sandy Dumbrowski (replacement)               | National tour                                                                    |
| 1996    | Grease                                         | Sandy Dumbrowski (replacement)               | Eugene O'Neill Theatre, Broadway                                                 |
| 1997    | Annie                                          | Star To Be/Dog Catcher/Cecille/Ronnie Boylan | Martin Beck Theatre, Broadway                                                    |
| 1997    | The Scarlet Pimpernel                          | Ensemble                                     | Minskoff Theatre, Broadway                                                       |
| 1998    | What the World Needs Now                       | Jennifer                                     | Old Globe Theatre                                                                |
| 1999    | Les Misérables                                 | Eponine (replacement)                        | National Tour                                                                    |
| 2000    | Dorian                                         | Sister Claire                                | Goodspeed Musicals, World Premiere                                               |
| 2000    | Les Misérables                                 | Eponine u/s (replacement)                    | Broadway                                                                         |
| 2000    | Thoroughly Modern Millie                       | Millie Dilmount                              | La Jolla Playhouse                                                               |
| 2001    | The 3hree Musketeers                           | Constance                                    | American Musical Theatre of San Jose                                             |
| 2001    | South Pacific                                  | Nellie Forbush                               | Pittsburgh Civic Light Opera                                                     |
| 2002–04 | Thoroughly Modern Millie                       | Millie Dilmount                              | Marquis Theatre, Broadway                                                        |
| 2002    | Funny Girl                                     | Fanny Brice                                  | New Amsterdam Theatre, New York Actors Fund Concert                              |
| 2003    | Chess                                          | Svetlana                                     | New York Actors Fund Concert                                                     |
| 2004    | Snoopy! The Musical                            | Peppermint Patty                             | Peter Norton Symphony Space Benefit Concert                                      |
| 2004    | Me and My Girl                                 | Sally Smith                                  | Pittsburgh Civic Light Opera                                                     |
| 2005    | Little Women                                   | Jo March                                     | Virginia Theatre, Broadway                                                       |
| 2005    | The Drowsy Chaperone                           | Janet Van de Graaf                           | Ahmanson Theatre                                                                 |
| 2006–07 | The Drowsy Chaperone                           | Janet Van de Graaf                           | Marquis Theatre, Broadway                                                        |
| 2007    | Young Frankenstein                             | Inga                                         | Paramount Theatre                                                                |
| 2007–08 | Young Frankenstein                             | Inga                                         | Hilton Theatre, Broadway                                                         |
| 2008    | Shrek The Musical                              | Princess Fiona                               | 5th Avenue Theatre                                                               |
| 2008–10 | Shrek The Musical                              | Princess Fiona                               | Broadway Theatre, Broadway                                                       |
| 2010    | Anyone Can Whistle                             | Nurse Fay Apple                              | New York City Center, Encores!                                                   |
| 2010    | They're Playing Our Song                       | Sonia Walsk                                  | Gerald W. Lynch Theatre at John Jay College, New York Actors Fund Concert        |
| 2010    | Trust                                          | Prudence                                     | Second Stage Theatre, off-Broadway                                               |
| 2011–12 | Anything Goes                                  | Reno Sweeney                                 | Stephen Sondheim Theatre, Broadway                                               |
| 2013    | Violet                                         | Violet Karl                                  | New York City Center, Encores!                                                   |
| 2014    | Violet                                         | Violet Karl                                  | American Airlines Theatre, Broadway                                              |
| 2015    | The Wild Party                                 | Queenie                                      | New York City Center, Encores!                                                   |
| 2016    | Defying Gravity: The Songs of Stephen Schwartz | Performer                                    | Musical revue; Theatre Royal, Sydney                                             |
| 2016–17 | Sweet Charity                                  | Charity Hope Valentine                       | Pershing Square Signature Center, Off-Broadway                                   |
| 2018    | Thoroughly Modern Millie                       | Millie Dilmount                              | Minskoff Theatre; 15th Anniversary Reunion Concert, New York Actors Fund Concert |
| 2018    | My One and Only                                | Edythe Herbert                               | Stephen Sondheim Theatre, Roundabout Theatre Company Benefit                     |

### Дискографія
Сольні альбоми:
- An Evening with Sutton Foster: Live at the Café Carlyle (2011)[71]
- Wish (2009)
- Take Me to the World (2018)

### Гастрольні тури
- An Evening with Sutton Foster (2010–11)
- An Evening with Sutton Foster: Broadway in Concert (2015–16)
- Live From Lincoln Center TV concert special (2018)

## Нагороди та номінації

### Театральні
Джерела: PlaybillVault Internet Broadway Database BroadwayWorld
Примітка: зазначений рік є роком церемонії

#### Tony Awards
| Year | Award                     | Performance              | Result    |
| ---- | ------------------------- | ------------------------ | --------- |
| 2002 | Best Actress in a Musical | Thoroughly Modern Millie | Перемога  |
| 2005 | Best Actress in a Musical | Little Women             | Номінація |
| 2006 | Best Actress in a Musical | The Drowsy Chaperone     | Номінація |
| 2009 | Best Actress in a Musical | Shrek The Musical        | Номінація |
| 2011 | Best Actress in a Musical | Anything Goes            | Перемога  |
| 2014 | Best Actress in a Musical | Violet                   | Номінація |

#### Drama Desk Awards
| Year | Award                            | Performance              | Result    |
| ---- | -------------------------------- | ------------------------ | --------- |
| 2002 | Outstanding Actress in a Musical | Thoroughly Modern Millie | Перемога  |
| 2005 | Outstanding Actress in a Musical | Little Women             | Номінація |
| 2006 | Outstanding Actress in a Musical | The Drowsy Chaperone     | Номінація |
| 2009 | Outstanding Actress in a Musical | Shrek The Musical        | Номінація |
| 2011 | Outstanding Actress in a Musical | Anything Goes            | Перемога  |
| 2014 | Outstanding Actress in a Musical | Violet                   | Номінація |
| 2017 | Outstanding Actress in a Musical | Sweet Charity            | Номінація |

#### Drama League Awards
| Year | Award                     | Performance              | Result    |
| ---- | ------------------------- | ------------------------ | --------- |
| 2002 | Distinguished Performance | Thoroughly Modern Millie | Номінація |
| 2005 | Distinguished Performance | Little Women             | Номінація |
| 2006 | Distinguished Performance | The Drowsy Chaperone     | Номінація |
| 2008 | Distinguished Performance | Young Frankenstein       | Номінація |
| 2009 | Distinguished Performance | Shrek The Musical        | Номінація |
| 2011 | Distinguished Performance | Anything Goes            | Номінація |
| 2014 | Distinguished Performance | Violet                   | Номінація |
| 2017 | Distinguished Performance | Sweet Charity            | Номінація |

#### Outer Critics Circle Awards
| Year | Award                            | Performance              | Result    |
| ---- | -------------------------------- | ------------------------ | --------- |
| 2002 | Outstanding Actress in a Musical | Thoroughly Modern Millie | Перемога  |
| 2005 | Outstanding Actress in a Musical | Little Women             | Номінація |
| 2006 | Outstanding Actress in a Musical | The Drowsy Chaperone     | Номінація |
| 2009 | Outstanding Actress in a Musical | Shrek The Musical        | Перемога  |
| 2011 | Outstanding Actress in a Musical | Anything Goes            | Перемога  |
| 2014 | Outstanding Actress in a Musical | Violet                   | Номінація |

#### Інші нагороди
| Year | Association                  | Category                                               | Nominated work           | Result    |
| ---- | ---------------------------- | ------------------------------------------------------ | ------------------------ | --------- |
| 2002 | Astaire Award                | Best Female Dancer                                     | Thoroughly Modern Millie | Перемога  |
| 2002 | Broadway.com Audience Awards | Favorite Actress in a Musical                          | Thoroughly Modern Millie | Перемога  |
| 2002 | Broadway.com Audience Awards | Favorite Breakthrough Performance (Female)             | Thoroughly Modern Millie | Перемога  |
| 2005 | Broadway.com Audience Awards | Favorite Actress in a Musical                          | Little Women             | Перемога  |
| 2005 | Broadway.com Audience Awards | Favorite Diva Performance                              | Little Women             | Перемога  |
| 2006 | Broadway.com Audience Awards | Favorite Actress in a Musical                          | The Drowsy Chaperone     | Номінація |
| 2006 | Broadway.com Audience Awards | Favorite Diva Performance                              | The Drowsy Chaperone     | Номінація |
| 2006 | Broadway.com Audience Awards | Favorite Ensemble Performance                          | The Drowsy Chaperone     | Номінація |
| 2008 | Broadway.com Audience Awards | Favorite Onstage Pair (shared with Roger Bart)         | Young Frankenstein       | Перемога  |
| 2008 | Broadway.com Audience Awards | Favorite Featured Actress in a Musical                 | Young Frankenstein       | Номінація |
| 2009 | Broadway.com Audience Awards | Favorite Onstage Pair (shared with Brian d'Arcy James) | Shrek The Musical        | Номінація |
| 2009 | Broadway.com Audience Awards | Favorite Actress in a Musical                          | Shrek The Musical        | Номінація |
| 2009 | Broadway.com Audience Awards | Favorite Diva Performance                              | Shrek The Musical        | Перемога  |
| 2011 | Broadway.com Audience Awards | Favorite Actress in a Musical                          | Anything Goes            | Перемога  |
| 2011 | Broadway.com Audience Awards | Favorite Diva Performance                              | Anything Goes            | Номінація |
| 2011 | Broadway.com Audience Awards | Favorite Onstage Pair (shared with Joel Grey)          | Anything Goes            | Номінація |
| 2011 | Astaire Award                | Best Dancer on Broadway                                | Anything Goes            | Перемога  |
| 2014 | Broadway.com Audience Awards | Favorite Actress in a Musical                          | Violet                   | Номінація |
| 2017 | Lucille Lortel Award         | Outstanding Lead Actress in a Musical                  | Sweet Charity            | Номінація |

### Музичні нагороди

#### Grammy Awards
| Year | Award                      | Performance   | Result    |
| ---- | -------------------------- | ------------- | --------- |
| 2012 | Best Musical Theater Album | Anything Goes | Номінація |

### Телевізійні нагороди

#### Critics' Choice Television Awards
| Year | Award                           | Performance | Result    |
| ---- | ------------------------------- | ----------- | --------- |
| 2013 | Best Actress in a Comedy Series | Bunheads    | Номінація |

#### Інші нагороди
| Year | Association                  | Category                                        | Nominated work | Result    |
| ---- | ---------------------------- | ----------------------------------------------- | -------------- | --------- |
| 2012 | Teen Choice Awards           | Choice TV Actress: Breakout                     | Bunheads       | Номінація |
| 2013 | Gracie Awards                | Outstanding Female Actor in a Breakthrough Role | Bunheads       | Перемога  |
| 2016 | Women's Image Network Awards | Best Actress in a Comedy Series                 | Younger        | Номінація |
| 2017 | Women's Image Network Awards | Best Actress in a Comedy Series                 | Younger        | Номінація |